# Мухолов перуанський
Мухолов перуанський (Poecilotriccus pulchellus) — вид горобцеподібних птахів родини тиранових (Tyrannidae). Ендемік Перу.

## Поширення і екологія
Перуанські мухолові мешкають в перуанській Юнзі (на сходу Куско та на півночі Пуни). Вони живуть в підліску вологих рівнинних тропічних лісів та в чагарникових заростях. Зустрічаються на висоті від 400 до 1500 м над рівнем моря.